# Тихий друг
«Тихий друг» (англ. Silent Friend) — предстоящий фильм режиссёра Ильдико Эньеди по её же сценарию. Главные роли исполняют Тони Люн Чу Вай, Леа Сейду, Луна Ведлер, Сильвестр Грот и Мартин Утке.
Фильм примет участие в основном конкурсе 82-го Венецианского международного кинофестиваля, где он будет боротся за Золотого льва.

## Сюжет
Фильм рассказывает историю одного дерева, в ботаническом саду университетского города Марбург, через три слабо связанных между собой истории, происходящих в разные эпохи: 1908, 1972 и 2020 годы.

## В ролях
- Тони Люн Чу Вай — Тони
- Леа Сейду — Алиса
- Луна Ведлер — Грете
- Э́нцо Брум — Хэннес
- Сильвестр Грот — Антон
- Юнь Хуан — Джул
- Мартин Утке
- Йоханнес Хегеманн
- Райнер Бок
- Марлен Буров — Гундула
- Ян Хофманн

## Производство
Тони Люн Чу Вай присоединился к актёрскому составу в августе 2023 года; режиссёр Ильдеко Эньеди специально написала роль для Люна. «Тихий друг» станет вторым фильмом Люна вне Китая после «Шанг-Чи и легенды десяти колец» (2021) и первым европейским проектом актёра.

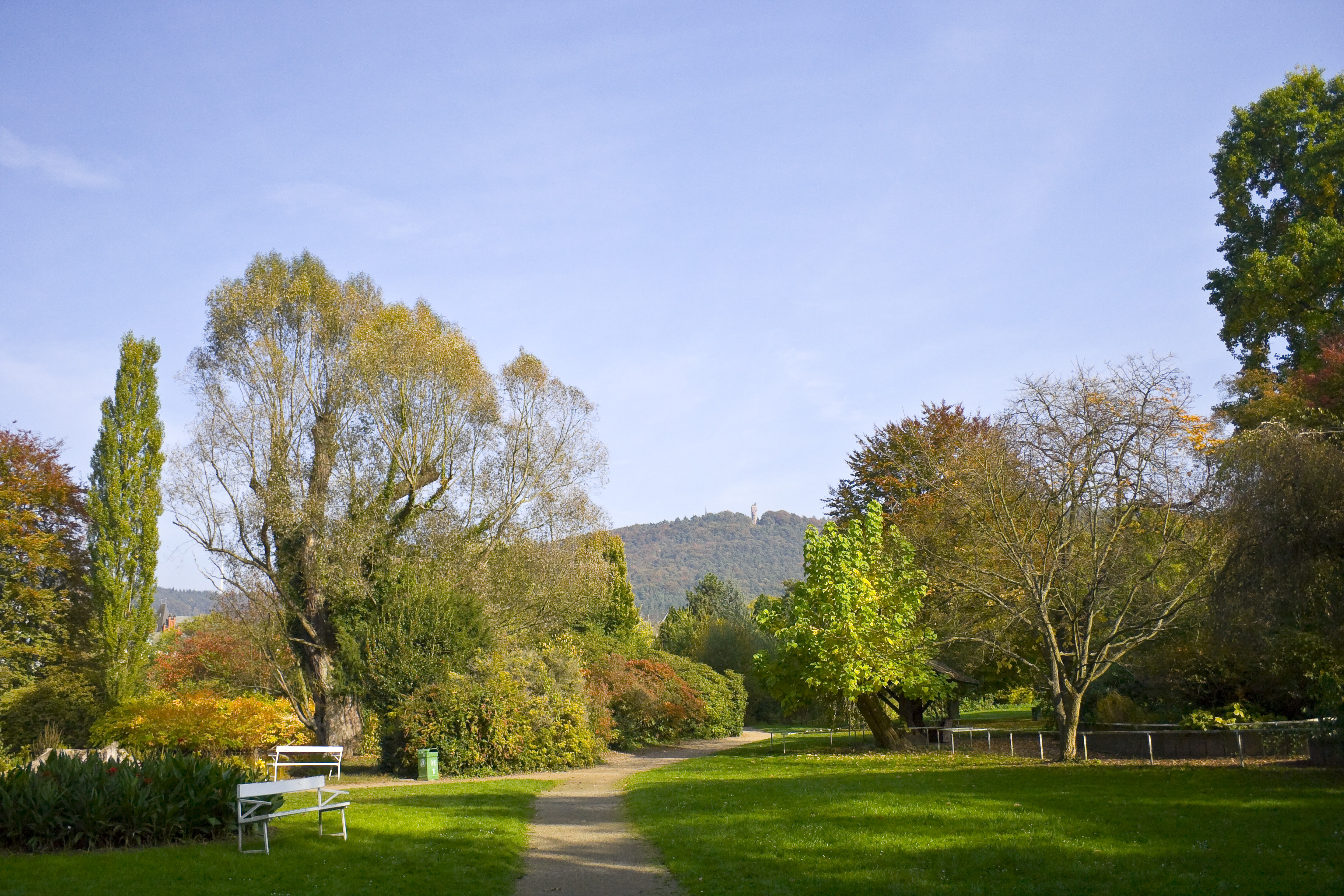
Одним из основных мест съёмок стал Старый ботанический сад университета Филиппа в Марбурге.

В ноябре 2023 года фильм получил грант на производство в размере 500 тысяч евро от организации Eurimages. Кинофонд земли Гессен выделил фильму 550 тысяч евро.
Основные съёмки начались в апреле 2024 года. Основная часть съёмочного процесса проходила в Марбурге, включая Университетский ботанический сад Мабурга. Некоторые сцены были отсняты также в Кельне.
Компания Films Boutique приобрела международные права на распространение фильма в мае 2024 года. Фильм был представлен на Каннском кинорынке в мае 2025 года. Премьера состоится в рамках основного конкурса 82-го Венецианского международного кинофестиваля.